# 닭볶음탕

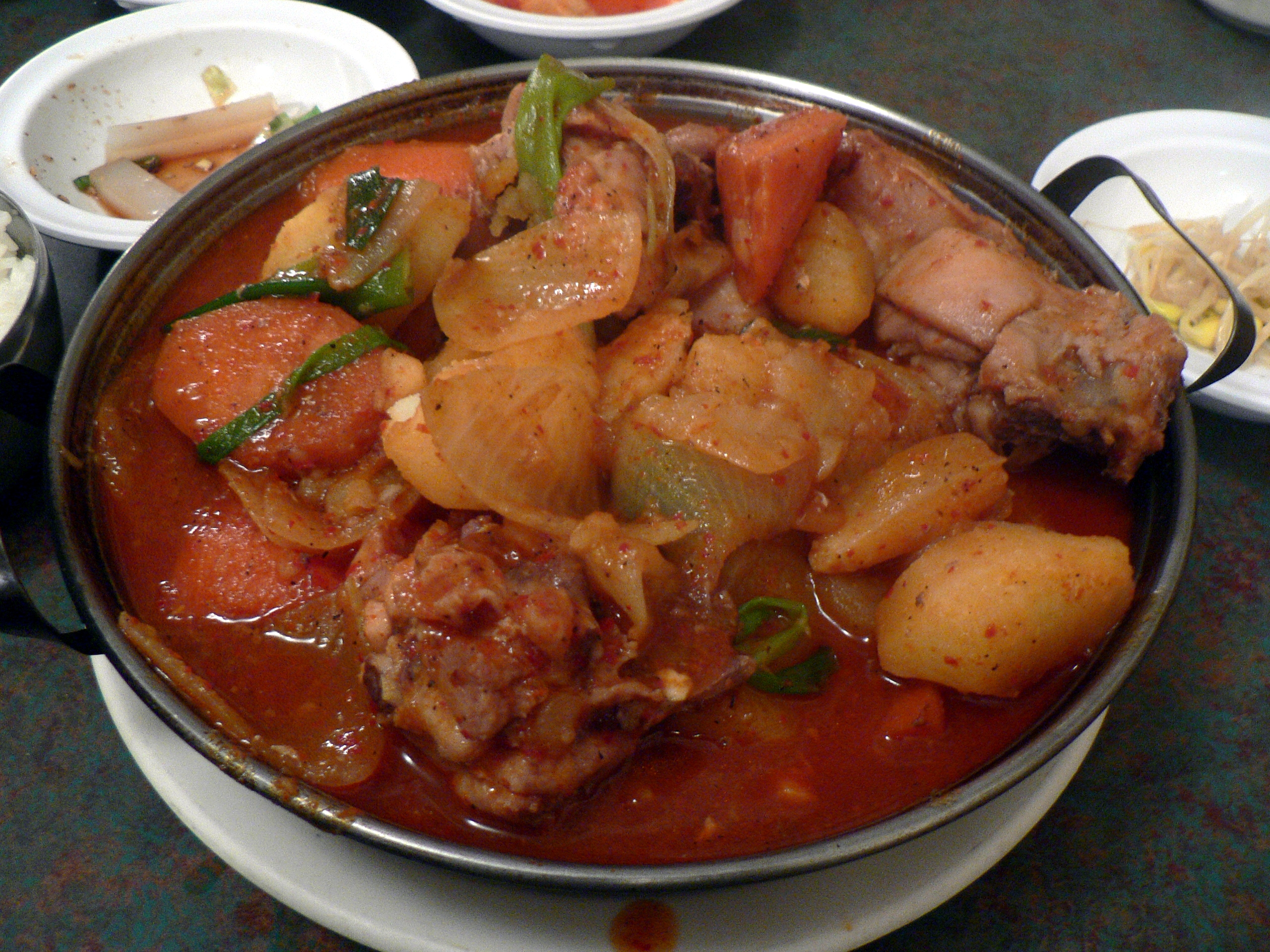
닭도리탕

닭도리탕은 형태상 조림에 가까운 한국의 요리이다. 토막 낸 닭고기를 고추장, 고춧가루, 간장, 파, 마늘 등의 양념으로 볶거나 약간의 국물을 남기고 졸여 만든다. 부재료로는 주로 큼직하게 썬 감자, 양파, 당근 등이 같이 들어간다.
20세기 초에 평양 등 관서 지방에서부터 유래된 것으로 추정되고 있는데, 이름을 놓고 논란이 많은 음식이다. 일각에서는 닭도리탕 대신 '닭감자탕', '닭매운탕', '닭감자조림' 등으로도 부르고 있다.

## 역사
1925년 《해동죽지》(海東竹枝)에는 평양의 요리로 '도리탕(桃李湯)'이라는 음식이 나오는데, 고추장이나 고춧가루로 양념을 하지 않았고 감자가 없을 뿐 지금의 닭도리탕과 거의 일치한다.
1924년에 초판이 발행된 《조선무쌍신식요리제법》에도 도리탕이 나오는데, "송도(松都)에서는 '도리탕'이라고 하고 양념으로 파와 후춧가루, 기름과 깨소금, 마늘 등을 넣고 만든다"라고 설명하고 있다.

## 어원에 관한 논란
'닭도리탕'은 1980년대에 도리가 일본어 '새(일본어: とり 토리[*])'에서 온 것이라는 주장이 제기되어 1980년대 후반에 '닭볶음탕'이라는 말을 새로 만들고, 1990년대부터 이를 보급하면서 국립국어원은 순화 교시로 '닭볶음탕'이라는 말만 쓰도록 하고 있다.

### '도리'가 일본어라는 주장
이에 관해 국립국어원에서는 "닭도리탕의 '도리'를 일본어 '鳥湯(とり)'로 본 것은 국어원에 들어온 일본어 어휘를 잘 아는 사람들 다수의 인식에 따른 것으로, 단어의 어원을 어떻게 볼 것인가는 견해에 따라 차이가 있을 수 있는데, 닭도리탕의 '도리'가 일본어 'とり'에서 온 말이라는 견해가 우세하든 그렇지 않든 존재하고 있는 한, 그것을 '닭볶음'과 같은 우리말로 바꾸어 쓰는 것이 더 바람직하다."라고 주장하고 있다.
이를 지지하는 쪽에서는 닭볶음인 도리탕은 일제강점기 때 발달한 음식이고 일본인들이 닭을 발음할 수 없어 일본말로 도리탕이라고 했을 것이다고 주장하고 있다.

### '도리'가 일본어라는 주장의 다른 견해
닭의 한자 鷄(계)자의 일본어 발음이 토리이고, 조선어와 일본어를 붙여서 '닭+토리+탕'으로 부르던것이 '닭도리탕'이 되었다는 주장이다. 한국에서 쓰는 단어 중 동일한 의미의 일본어 단어와 한국어 단어를 이어서 만든 단어가 종종 존재한다. 닭도리도 같은 경우인 것이다.

### 일본어가 아니라는 주장
국립국어원의 견해를 비판하는 쪽에서는 《해동죽지》는 구한말과 일제강점기 때 활동한 최영년(崔永年)이 우리나라 민속놀이와 명절풍습, 명물음식 등을 한문으로 기록한 책인데 필요한 경우 한글로 토를 달았기 때문에 도리가 일본말이라면 '조(鳥)'라는 한자를 놔두고 굳이 일본어 발음인 '토리(とり)'를 다시 한자인 '도리(桃李)'로 음역했을 이유가 없으며, 《조선무쌍신식요리제법》에 나오는 도리탕 역시 송도 사람들만 굳이 닭볶음을 일본말을 섞어 도리탕이라고 부른다고 해석해야 할 근거가 없다고 주장하고 있다.
또, 이 요리는 간혹 조리 전에 간단히 볶아 기름을 녹이는 과정을 제외하면 볶음이라는 과정과 관계없이 탕으로 시작해 탕으로 끝나는 요리이므로 볶음이라는 말을 이름에 넣으면 조어적 문제가 발생한다는 점 등을 들어 닭도리탕의 '도리'는 일본어인 '토리(とり)'가 아니라 비슷한 조리법의 '두루치기'처럼 조리방식을 가리키는 순우리말일 것이라는 견해가 제기되고 있다.
그에 더해 '도리'는 '둥글게 베다'라는 뜻의 순우리말 '도리다'의 어간으로 '닭을 도려 만든 탕'이라는 의미이며, 따라서 '닭도리탕'은 원래의 순우리말이므로 표준어로 다시 되돌려야 한다는 주장이 있다.